# VS (canción)
«VS» es el sencillo debut de la cantante japonesa Misono como solista. Fue lanzado al mercado el día 29 de marzo del año 2006 bajo el sello avex trax.

## Detalles
El primer trabajo en solitario lanzado por Misono tras el receso tomado por day after tomorrow, donde fue la vocalista desde el año 2001 hasta el 2005. "VS" fue estrenada -así como también la primera aparición de misono en vivo, sola- en la discoteca japonesa Velfarre, donde también interpretó el lado b del sencillo "Glass no Kutsu" (Zapatos de Cristal). El sencillo fue lanzado en formatos CD y CD+DVD, este último incluyendo el video musical del tema principal en su versión larga (en televisión sólo fue promocionado una versión editada). Ambos temas presentes en el sencillo fueron escritos por Misono, y en el segundo la joven también tiene el rol de la composición. El video musical de "VS", así como también la sesión fotográfica del sencillo, tiene como principal inspiración el cuento infantil de Blancanieves, donde la misma Misono interpreta a la princesa y también a la bruja que trata de darle muerte por medio de una manzana.
En ámbito de promoción el sencillo fue utilizado como tema ending del programa de televisión japonés MUSIC FIGHTER, así como también se convirtió en el tema principal del videojuego llamado Tales of the Tempest de Namco para la consola Nintendo DS. La canción ya ha sido incluida en dos compilaciones de canciones de este videojuego lanzados en el 2007. El sencillo fue un gran éxito -hasta el momento el mejor trabajo solista de Misono- debutando en el cuarto lugar de las listas de Oricon y vendiendo aproximadamente treinta y cinco mil copias.

## Canciones

### CD
1. «VS»
2. «Garasu no Kutsu» (ガラスのくつ?)
3. «VS» -Instrumental-
4. «Garasu no Kutsu» (ガラスのくつ?) -Instrumental-

### DVD
1. «VS» - Videoclip

- Datos: Q2714279